# منسفیلد (لوئیزیانا)
منسفیلد (به انگلیسی: Mansfield) شهری در ایالت لوئیزیانا کشور ایالات متحده آمریکا است که جمعیت آن در سرشماری سال ۲۰۱۰ میلادی، ۵٬۰۰۱ نفر بوده است.